# Karl Fredrik Wilkama
Karl Fredrik Wilkama, født Wilkman (27. marts 1876 – 15. juli 1947 i Helsinki) var en finsk infanterigeneral. Han var øverstkommanderende for det finske forsvar.
Wilkama blev officer i den kejserriget Ruslands hær i 1899. Ifølge arkiverne indledte han sin militære karriere den 30. maj 1889, mens han kun var 13 år.
Wilkama blev udpeget til generalmajor den 12. april 1918. I starten havde han kommandoen over den finske øst-armé.
Generalmajor Wilkama blev udpeget til øverstkommanderende for den finske hær den 31. maj 1918 da kavalerigeneral Mannerheim fik bevilget orlov fra sin stilling. Wilkama beholdt imidlertid kun denne post i 2½ måned (indtil 13. august 1918). Han trak sig tilbage fra hæren den 18. juni 1919, men blev genudnævnt til øverstkommanderende for perioden 12. september 1919 – 7. august 1924. Han blev forfremmet til generalløjtnant den 16. maj 1922.
Hans tredje periode som øverstkommanderende begynde den 2. oktober 1925 og han gik på pension den 22. maj 1926. Han blev infanterigeneral den 16. maj 1928. Han gjorde tjeneste på særlige poster i det finske hovedkvarter under Vinterkrigen og Fortsættelseskrigen.
Wilkama modtog den lettiske militære Lāčplēsisordenen af 2. klasse.